# Kangding (plaats)
Kangding (Chinees: 康定, pinyin: Kāngdìng), ook wel Dardo, Darzêdo of Dartsedo, is de hoofdstad van de autonome Tibetaanse Prefectuur Garzê in de provincie Sichuan, China. Het is eveneens de bestuurlijke hoofdstad van het arrondissement Kangding.
Er wonen ongeveer 100.000 inwoners en het ligt op 2.560 meter boven zeeniveau.
Op 1 juli 1786 was er een aardbeving van 7,4 op de schaal van Richter die bijna de gehele stad verwoestte.

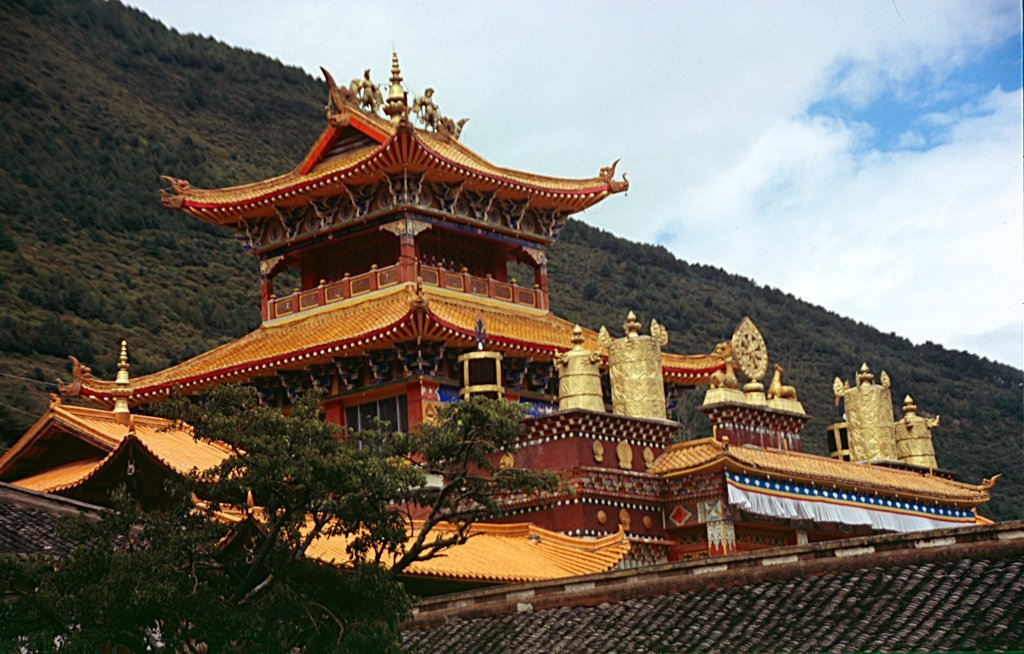
Het klooster Nanwu in Kangding